# Balignicourt
Balignicourt ist eine französische Gemeinde mit 57 Einwohnern (Stand 1. Januar 2022) im Département Aube in der Region Grand Est; sie gehört zum Arrondissement Bar-sur-Aube und zum Kanton Brienne-le-Château.

## Geografie
Die Gemeinde liegt in der Champagne, auf halber Strecke zwischen Paris und Nancy. Durch das Gemeindegebiet fließt der Fluss Meldançon.

## Bevölkerungsentwicklung
| Jahr      | 1962 | 1968 | 1975 | 1982 | 1990 | 1999 | 2008 | 2016 |
| Einwohner | 148  | 153  | 147  | 111  | 93   | 94   | 85   | 62   |

## Sehenswürdigkeiten

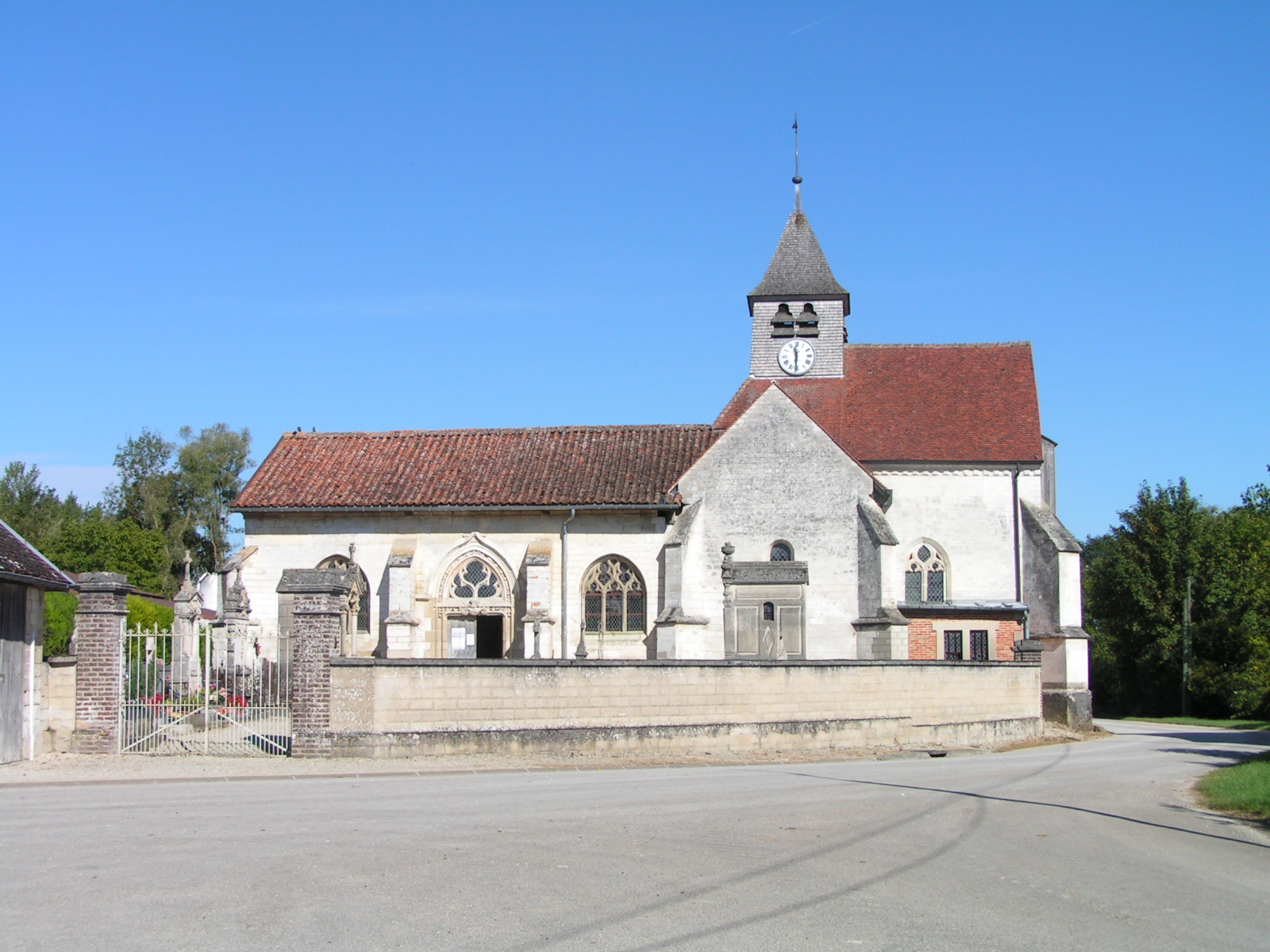
Kirche Saint-Pierre-et-Saint-Paul

- Kirche Saint-Pierre-et-Saint-Paul